# Howard Kaylan

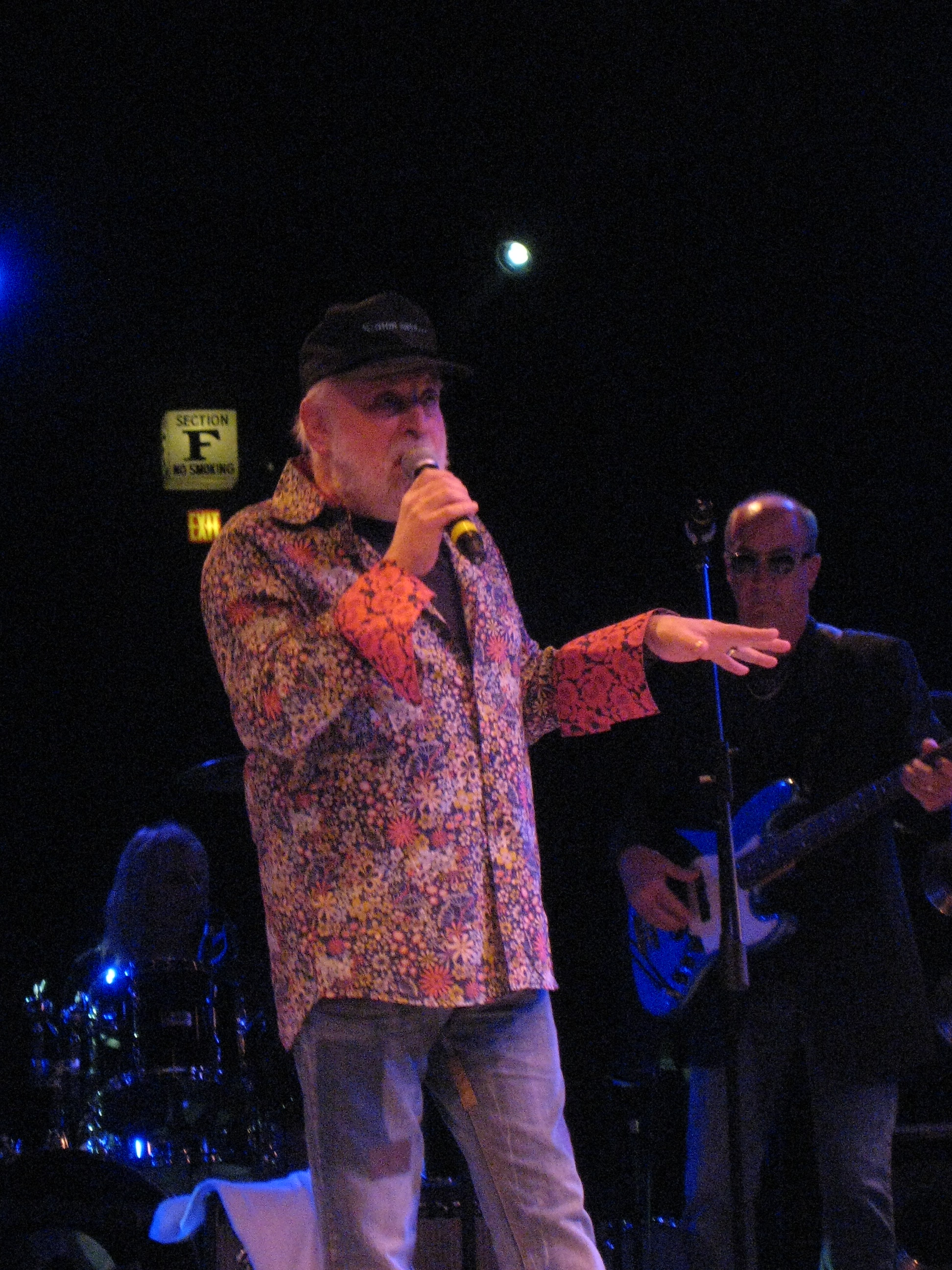
Howard Kaylan 2008

Howard Kaylan (* 22. Juni 1947 in New York als Howard Kaplan) ist ein US-amerikanischer Rockmusiker, der vor allem als Sänger bekannt geworden ist. Mitte der 1960er Jahre gründete er zusammen mit Mark Volman die Rockgruppe The Turtles, die die mit ihrem Nummer-eins-Hits Happy Together Weltruhm genoss.
Kaylan wuchs in der Stadt Westchester bei Los Angeles auf. An der Schule lernte er den gleichaltrigen Mark Volman kennen. Dort interessierte er sich vor allem für Chorgesang und das Klarinettespielen. Im Alter von 16 Jahren gewann er den Bank of America Fine Arts Award – einen Förderpreis für Nachwuchstalente. Nach der Schule gab er an der University of California ein nur kurzes Intermezzo als Student. Sein Interesse galt eher weniger den akademischen Dingen, dafür kümmerte er sich umso mehr um die universitätseigene Radiostation. Kaylans Studentenlaufbahn endete in dem Augenblick, als seine, wie er sie nennt, „Weekend-Combo“ einen Plattenvertrag bekam.
Zu dieser Band „The Nightriders“ stieß 1965 auch Mark Volman, sein Kumpel aus gemeinsamen Tagen an der Highschool. Aus den Nachtreitern wurde die Gruppe „The Crossfires“, auf die wiederum ein bekannter Discjockey aufmerksam wurde. Der übernahm das Management der Band, die sich erneut umbenannte und über einen Zeitraum von fünf Jahren Weltruhm genoss als The Turtles (siehe dort).
Als die Turtles 1970 aufgelöst wurden, sorgten Howard Kaylan und sein Bruder im Geiste, Mark Volman, ein weiteres Jahrzehnt lang international für Furore, diesmal als Flo & Eddie (siehe dort).
Kaylan arbeitete seit 1970 mit über 100 namhaften Rock- und Popgrößen zusammen, mal als Produzent, mal als Backgroundsänger. In dem Film Get Crazy betätigte er sich in der Rolle des Captain Cloud als Schauspieler. Irgendwann in der Mitte der 1990er Jahre verlegte sich Howard Kaylan mehr und mehr aufs Schreiben. Vor allem die Genres Dark Fantasy und Science Fiction hatten es ihm angetan. Seine Kurzgeschichten Phantoms of the Night und Forbidden Acts schafften in Amerika den Sprung in die Bestseller-Listen.
Im Jahr 2001 schrieb  Kaylan das Drehbuch für einen Kurzfilm, aus dem nach einigen Jahren Arbeit letztlich der abendfüllende Spielfilm  My Dinner with Jimi wurde. Howard Kaylan lebt heute mal in Seattle, mal in Hollywood, wo er der Veröffentlichung seines Films, wie er selbst sagt, „besorgt“ entgegensieht.

## Diskografie (Auswahl)

### Solo
- Howard Kaylan: Dust Bunnies – 2005 (sein erstes Soloalbum)

### Flo & Eddie
- Flo & Eddie: Illegal, Immoral and Fattening – 1974
- Flo & Eddie: Rock Steady – 1981

### Als Backgroundsänger
- T. Rex: T. Rex – 1970 (nur Seagull Woman)
- T. Rex: Electric Warrior – 1971
- Mothers of Invention: Fillmore East – 1971
- Mothers of Invention: Just Another Band from L.A. – 1972
- T. Rex: The Slider – 1972
- John Lennon: Some Time in New York City – 1972 (Live Jam)
- Roger McGuinn: Peace on You – 1973
- Ray Manzarek: The Whole Thing Started with Rock’n’Roll – 1975
- Stephen Stills: Illegal Stills – 1976
- California Dreaming (Soundtrack) – 1979
- Alice Cooper: Flush the Fashion – 1980
- Blondie: Autoamerican – 1980
- Al Stewart: Live/Indian Summer – 1981
- Jefferson Airplane: Jefferson Airplane – 1989
- Bruce Springsteen: Live – 1991
- Ramones: Mondo Bizarro – 1992
- Yoko Ono: Ono Box – 1992
- Steely Dan: Citizen Steely Dan – 1993